# ペットホテル

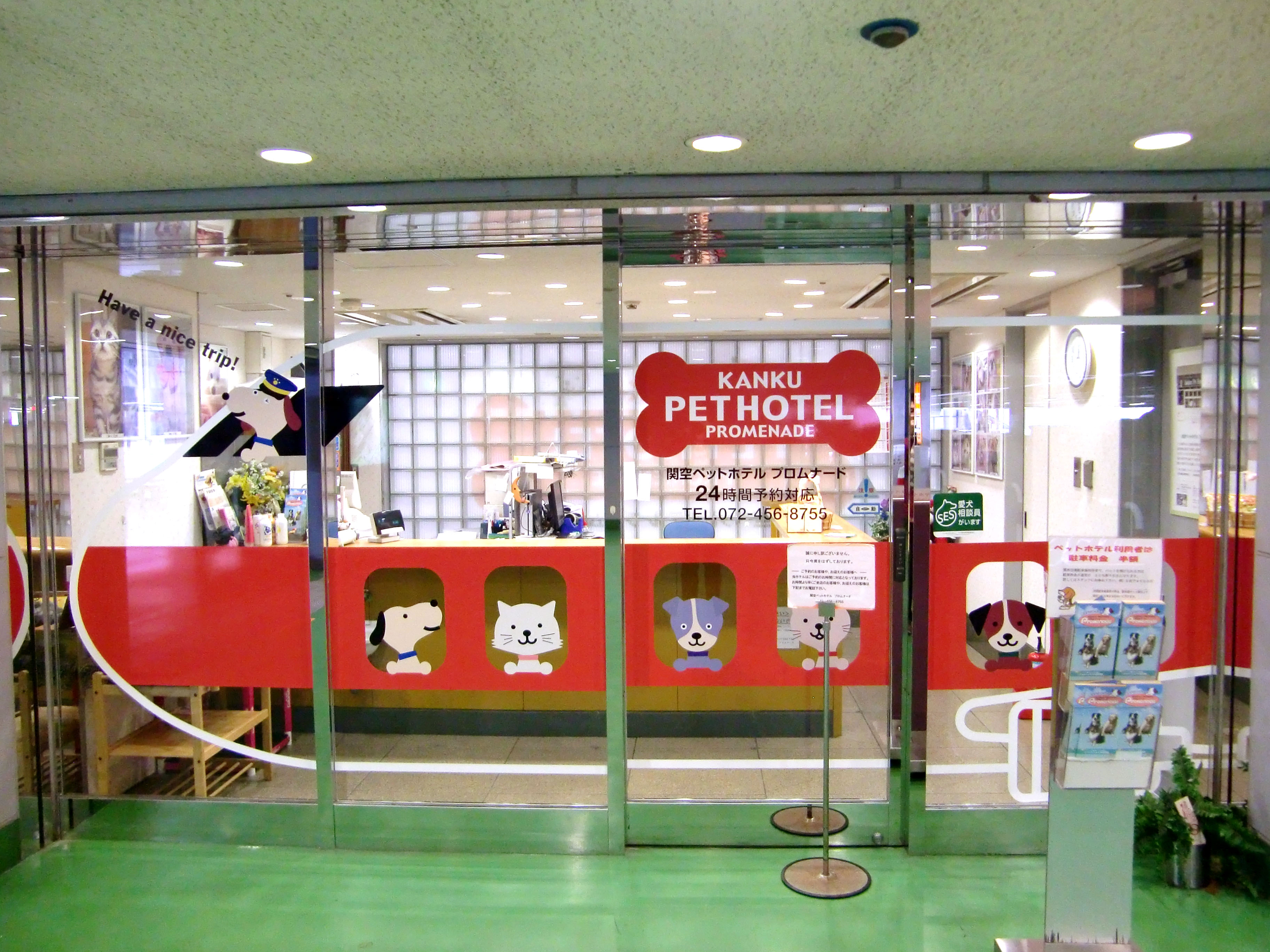
関空ペットホテルプロムナード
（関西国際空港内）

ペットホテルとは、ペットの飼い主が旅行・出張などの留守中にペットを預かるペット専用の宿泊施設である。ペットホテル専用で営業している施設の他にも、ペットショップ・トリミングショップ・動物病院などのペット施設が預かりサービスを提供している場合も多い。
日本では、法的に動物の愛護及び管理に関する法律の第一種動物取扱業の「保管」業の登録が必要になる。
現在、5300前後のペット預かり施設が存在する。近年のペットホテルの増加には、ペット飼い主の気軽にペットを預けたいというニーズと、身近にペットを預けられる知人がいなかったり、いてもペットを一時的に預かれる住宅事情でなかったりする事情がある。このため市街地や住宅地だけでなく、主要な鉄道駅近くや空港内にペットホテルが開設されることもある。

## 環境・サービス内容
ペットはケージ（ペット用の柵）に入れて預るため、狭い部屋でのストレスによる体調不良（下痢や嘔吐、食欲不振など）が問題になる場合も多かった。しかし近年では、ペットもリラックスして滞在できるよう配慮された施設も多く登場している。
- 朝・夕 2回の散歩の実施
- ペットの性格ごとにサークルに分けての預かり
- ケージに入れず、オープンスペースでの預かり
- ペットの様子が、ウェブサイト上で確認できるライブカメラ中継サービス
- 預かり中にトリミングや健康診断やしつけのサービス

などサービス内容も豊富になってきている。

## 予約手段
預け場所の傾向は、居住地近くの施設、空港近くや交通拠点の施設、旅行など行き先の施設へのお預け、といった3パターンに分かれる。
居住地近くの施設へ直接の電話・FAXでの予約や、最近ではペットホテル専用予約サイトなどインターネットからの予約サービスも登場している。旅行出発の直前・旅行先までペットといたい飼い主にインターネットで探せるツールとして親しまれている。
予約時には、預かりペットの伝染病を防ぐため、狂犬病・ワクチンなど各種の予防接種証明書を求める場合が多い。

## その他
ペット同伴で宿泊できるホテルや旅館が少数ながら存在し、テレビの情報番組（生活情報番組、旅行番組など）で取り上げられることがある。